# Groudon
Groudon is een fictief wezen uit de Pokémon-anime en spelwereld. Het is een legendarische Pokémon uit de Hoenn-regio van het type Grond. Hij behoort tot de eerste Pokémon. Groudon is rood en heeft oude symbolen op zijn lichaam.

## De Titaan van Aarde
Groudon is een van de drie legendarische Pokémon "Super Titanen" in de derde generatie van de Pokémonfranchise, samen met Kyogre en Rayquaza. Groudon is de titaan van de Aarde en creëert landmassa's en continenten. In een ver verleden voerde hij een strijd met Kyogre, titaan van het Water, die de zeeën uitbreidde. De strijd werd beëindigd door Rayquaza en beide titanen trokken zich terug, diep verborgen onder hun respectievelijk element.

## In de videospellen
Groudon komt het eerst voor in de generatie 3-spellen, Ruby, Sapphire en Emerald. Hij is de versie-mascotte van Ruby. Hierdoor kan Groudon ook alleen in Ruby gevangen worden en niet in Sapphire. Met Kyogre, die de mascotte is voor Sapphire, is het precies andersom.
In Pokémon Ruby probeert Team Magma, de oude Pokémon te laten ontwaken om hun doel te vervullen: het uitbreiden van het land. Groudon ligt in een diepe slaap in de Seafloor Cavern (Zeevloer Grot) waar de Team Magma leider Maxie hem probeert te beheersen met de Blue Orb. Echter wanneer de titaan ontwaakt, blijkt Groudons kracht vele malen sterker dan Maxie aanvankelijk gedacht had. Groudons Droogte-vaardigheid zorgt voor extreem gevaarlijke temperaturen. Het is dan aan de speler om Groudon te stoppen, door hem te vangen of te verslaan in de Cave of Origin (Grot van de Oorsprong).
In Pokémon Emerald probeert Team Magma ook Groudon te laten ontwaken al is diens rustplaats ditmaal de vulkaan Mt. Chimney. Nadat hij ontwaakt begeeft hij zich naar Sootopolis City waar hij het gevecht aangaat met Kyogre, die ontwaakt is door Team Aqua. Het gevecht tussen de twee heeft rampzalige gevolgen voor het klimaat in Hoenn en de speler moet afreizen naar de Sky Pillar (Lucht Pillaar) om Raquaza te wekken. Eenmaal wakker, beëindigt Raquaza de ruzie en zowel Groudon als Kyogre verdwijnen. Na het verslaan van de Pokémon League kan de speler Groudon vangen in de Terra Cave (Terra Grot), die willekeurig op vier plaatsen in de Hoenn regio kan liggen.

## In de anime
In de tekenfilmserie is Groudon gevangen door Team Aqua. Deze hebben echter niets aan hem omdat ze slechts de Rode Bol hebben, die Kyogre beheerst. Nadat Ash's Pikachu de Blauwe Bol in zijn lichaam absorbeert, neemt Groudon de controle over hem en gebruikt Pikachu om zichzelf te bevrijden. Groudon vecht hierna met Kygore die nu onder de controle is van een doorgedraaide Archie. Wanneer het gevecht zijn hoogtepunt bereikt, verlaten de Rode en Blauwe Orb, door de enorme druk, het lichaam van Archie en Pikachu. De twee bollen vernietigen elkaar en Groudon en Kyogre keren terug naar hun rustplaatsen.

## Krachten en vaardigheden
Groudons speciale vaardigheid is Droogte(drought). Zodra Groudon op het veld verschijnt, begint te zon meteen fel te schijnen. Hierdoor worden vuur-aanvallen versterkt en neemt de kracht van water-aanvallen af. Ook kan de Zonnestraal-aanval (solar beam), meteen gebruikt worden, zonder eerst een beurt op te laden.
Groudons sterke punten zijn zijn hoge aanvalskracht en verdediging. Hierdoor is hij goede bestand tegen fysieke aanvallen en zijn zijn eigen fysieke aanvallen erg sterk. Hij is minder sterk tegen speciale aanvallen en zijn eigen speciale aanvallen zijn dan ook niet zo sterk als zijn fysieke aanvallen.
Groudon kan een grote variatie aan aanvallen leren, zoals Aardbeving(earthquake), Vuurschot (fire blast) en Zonnestraal (solar beam). Wanneer Groudon hoog genoeg zit, kan hij zelfs de Kloof-aanval (fissure) leren, die een tegenstander in een keer knock-out slaat.